# Cerace cyanopyga
Cerace cyanopyga es una especie de polilla de la familia Tortricidae. Se encuentra en Birmania.

## Descripción
La envergadura es de 44 mm. Las alas anteriores son negras, pero el tercio medio de las alas es ferruginoso carmesí desde la base hasta antes del termen. Las marcas son blancas. Las alas traseras son de color naranja brillante y las marcas son negras.